# اندیس بلمیر
بلمیر یک اندیس مصالح ساختمانی است که در حوالی شهر چادگان استان اصفهان قرار دارد و مادهٔ معدنی موجود در آن، سنگ لاشه آهکی است.